# El cuento número trece
El cuento número trece es la primera novela de suspense de Diane Setterfield publicada en 2006.

## Introducción
Entre mentiras, recuerdos e imaginación se teje la vida de Vida Winter, una famosa novelista inglesa ya muy entrada en años, que pide ayuda a Margaret Lea, una biógrafa y amante de los libros, para contar la verdadera historia de su misterioso pasado.

## Recepción
Después de haber sido publicado, en una semana se convirtió en el libro # 1 en el New York Times en la lista de superventas de 2006.

## Título del libro
El título del libro deriva de una colección de historias cortas escritas por Vida Winter tituladas Thirteen Tales of Change and Desperation; esta colección, la cual debía haber tenido trece historias fue acortada a doce a la hora de publicarse. Aunque su título fue modificado apropiadamente y su cubierta se imprimió para leer Tales of Change and Desperation, un pequeño número de ejemplares fueron impresos con el título original y las doce historias. Esta pequeña tirada de prensa se convirtió en un objeto de colección (uno de los cuales tiene el padre de Lea). Muchos de los seguidores de Winter consideraron la omisión de la decimotercera historia como un misterio encantador, queriendo todos una respuesta para ello. Durante el transcurso de la historia, a Lea se le pregunta más de una vez qué sabe sobre el cuento perdido y por qué nunca se escribió. Al concluir la novela, Lea recibe el tan esperado cuento número trece como un regalo de despedida de Vida Winter.

## Argumento
Vida Winter es una famosa novelista de Inglaterra, que siempre ha evitado las preguntas de los periodistas sobre su pasado, negándose a responderlas e inventando historias que luego se descubre que son falsas. Toda su vida es un secreto y, durante cincuenta años, los reporteros y biógrafos han intentado mediante innumerables métodos obtener la verdad de Winter. Cuando su salud empieza a languidecer, Winter contrata a Margaret Lea, una biógrafa aficionada de libros, con el fin de que ésta escuche su historia y escriba su biografía.
La novela comienza cuando Lea regresa a su departamento situado sobre la librería de su padre y encuentra una carta escrita a mano de Winter. La carta solicita su presencia en la casa de la autora y le ofrece la oportunidad de escribir la historia de la vida de Winter antes de que esta sucumba a una enfermedad terminal. A Lea le sorprende esta propuesta, ya que apenas conoce a la autora y no ha leído ninguna de las docenas de novelas escritas por Winter. Mientras considera la oferta, su curiosidad la impulsa a leer la extraña copia de su padre de una obra de Winter, Thirteen Tales of Change and Desperation. Inesperadamente estas historias la fascinan y a la vez la confunden, cuando se da cuenta de que el libro solo contiene doce historias. ¿Dónde está el cuento número trece? Intrigada, Margaret acepta reunirse con la autora, aunque sólo sea para discutir sus razones para no aceptar el puesto de biógrafo de Winter.
Durante su encuentro en la casa de Winter, Lea intenta rechazar de forma educada la oferta de Winter y marcharse de la casa, pero es frenada en la puerta por las súplicas de Winter. Con la promesa de una historia de fantasma que involucra a unos gemelos, Winter suplica desesperadamente a la biógrafa que reconsidere su oferta. Al final de este encuentro, Lea, que se encuentra cada vez más atraída por la historia, le propone un acuerdo a Winter: ésta debe ganarse la confianza de su biógrafa, proporcionándole tres verdades demostrables. Después de esto, Winter y Lea comienzan su aventura en el pasado con: «había una vez dos niñas pequeñas...».
Mientras Vida Winter le cuenta su historia a Lea, comparte con ella oscuros secretos familiares que ha estado guardando durante mucho tiempo. Recuerda sus días en Angelfield, la finca donde había vivido durante su infancia y que se había quemado y había quedado abandonada. Anotando el relato de Winter, (la autora no permite preguntas), Lea se sumerge por completo en la extraña y preocupante historia. Al final, ambas mujeres tienen que enfrentarse a su pasado y al peso de los secretos familiares, así como a los fantasmas que las persiguen a ambas.

## Personajes
- Margaret Lea: la hija del dueño de una librería, a quien Vida Winter le pide que escriba su biografía. Es la narradora principal del libro.
- Vida Winter: una famosa novelista que ha evitado responder a los periodistas sobre su verdadero pasado y ahora está lista para revelar sus secretos a Margaret. Anteriormente conocida como Adeline March (un secreto utilizado como una de las "tres verdades verificables" que Miss Winter le revela a Margaret al comienzo de la historia). Al final resulta ser el fantasma y otra hermana de las gemelas.
- Isabelle Angelfield: la menor de los dos hijos de George Angelfield y madre de las gemelas Emmeline y Adeline.
- Charlie Angelfield: el hermano mayor de Isabelle, que alberga una obsesiva pasión incestuosa y sádica por su hermana.
- Emmeline March: es la gemela tranquila y complaciente.
- Adeline March: es la gemela enojada y violenta.
- Aurelius Love: es un residente del pueblo de Angelfield, criado por la Sra. Love, se hace amigo de Margaret. Es el hijo de Emmeline.
- John Digence / "John-the-dig": es el jardinero de toda la vida de Angelfield.
- The Missus: el ama de llaves de Angelfield, ella esencialmente cría a las gemelas junto con John-the-dig.
- Hester Barrow: institutriz de Adeline y Emmeline.
- Dr. Maudsley: el médico de la ciudad que, junto con Hester, intenta ayudar a las gemelas a través de la experimentación.
- George Angelfield: el padre de Charlie e Isabelle, ignora al primero y adora a la segunda después de la muerte de su esposa.
- Mathilde Angelfield: la madre de Charlie e Isabelle, que muere al dar a luz a Isabelle.
- Judith: la ama de llaves de Vida Winter.
- Dr. Clifton: el doctor de Vida Winter.
- Mrs. Love: una mujer que vivía en las cercanías de Angelfield y crio a Aurelius desde el momento en que lo dejaron en su porche cuando era un bebé.
- Ambrose Proctor: un niño que trabajaba en la finca Angelfield cuando las gemelas tenían alrededor de 16 años, tiene un papel más importante en la historia que se conoce más adelante.

## Estilo
Los capítulos del libro mezclan el pasado y el futuro, la vida pasada y la presente de los dos personajes principales de la obra: Vida Winter y Margaret Lea. Al principio de la novela, Lea da a conocer su trabajo en la librería de antigüedades de su padre, su única experiencia como biógrafa y su descubrimiento casual, a los 12 años, de su gemela, la cual murió al ser ambas separadas. Este descubrimiento le causó dolor y añoranza, así como una tensa relación con su madre, quién sufrió de depresión después de la muerte de la gemela de Lea. Después de que se presenta el personaje de Vida Winter, esta narra secciones del libro con Lea en su biblioteca. Con el relato detallado de Vida Winter sobre su pasado, a Lea le resulta fácil escribir una narrativa desde las notas que ha tomado sobre el pasado contado por la propia Vida Winter. Esta narración se convierte en la biografía que Winter le encargó a Lea.
Al principio, la historia de Winter se escribe en tiempo pasado en tercera persona, pero en un momento crucial de la historia, cuando Charlie está perdido, Winter de repente usa el pronombre "I". Esto se explica más adelante en el libro cuando Lea comprende todos los secretos de la familia March. El resto del libro va dando saltos desde el presente de Lea, quien trata de luchar contra sus propios fantasmas y descubrir el secreto de la familia March, a la vida de la familia March vista desde los ojos de Winter.
Los cambios entre la narración de los personajes y la historia de Winter están marcados por un gráfico que muestra claramente qué personaje está narrando esa sección del capítulo. También se hace más evidente por la falta de diálogo, cuando el relato es sobre el pasado, raramente aparece diálogo. Hay más diálogo cuando la historia se localiza en el presente, particularmente entre Lea y Aurelius. Hacia el final del libro se descubre que Vida es hermana de las gemelas y que Charles engendró a las tres.

## Estructura
La estructura de la novela se divide en dos historias: una trata sobre la vida de la biógrafa Margaeret Lea y su investigación sobre la familia March y la otra, es la historia que Vida Winter narra a Lea para que esta escriba su biografía. Estas dos historias que se dan mezcladas en el libro, son ocasionalmente interrumpidas por relatos y notas de otros personajes secundarios. Los cambios de las diferentes secciones del libro son indicados por un asterisco o un nuevo capítulo.
El cuento número trece se cuenta a través de un punto de vista en primera persona, comúnmente la de Margaret Lea. De esta manera, el lector solo sabe lo que Lea sabe y puede resolver el misterio con ella. El punto de vista en primera persona también cambia a otros personajes, como Vida Winter, quien presenta su propio punto de vista a través de la historia que le cuenta a Lea, y Hester Barrow, quien presenta su propio punto de vista a través de las entradas en su diario.Vida Winter originalmente cuenta su historia desde un punto de vista en tercera persona, pero luego cambia a primera persona. Este cambio se explica más adelante en el libro, cuando se presenta la idea de un primo.

## Película
- El cuento número trece (TV) (The Thirteenth Tale (TV))